# Stenolemus pallidipennis
Stenolemus pallidipennis är en insektsart som beskrevs av Mcatee och Malloch 1925. Stenolemus pallidipennis ingår i släktet Stenolemus och familjen rovskinnbaggar. Inga underarter finns listade i Catalogue of Life.